# لبخ
اللبخ أو ذقن الباشا أو دقن الباشا هو نوع شجري ينتمي إلى جنس الألبيزيا من الفصيلة البقولية. موطنها الأصلي جنوب آسيا.
هذا النوع من أكثر أنواع الألبيزيا انتشارًا. تنمو الشجرة إلى ارتفاع 18-50 متراً، ويبلغ قطر الساق من 50 سم إلى متراً واحداً. تسمى بالاردو سرس. تستخدم في موطنها الاصلي لاهداف طبية متعددة، كما تستخدم في بلدان أخرى للتظليل والزينة.